# Al-Mansura
al-Mansura arabisk, ‏المنصورة, også kaldt Mansura, er en by i det nordøstlige Egypten i Nildeltaet og provinsen ad-Daqahliyyas hovedstad. Den ligger ca. 120 kilometer fra Kairo på Nilens østlige bred og har 621.953 (2021) indbyggere. Dermed er den efter Kairo, Alexandria og Port Said en af de største byer i Egypten.
al-Mansura er et vigtig erhvervs og produktionsområde, som fremstiller tekstiler og næringsmidler. Byen er sæde for et universitet (grundlagt 1972) og et polyteknisk institut.

## Historie
Mansura blev grundlagt 1219 af Saladins bror, Abu-Bakr Malik al-Adil. 1250 var byen skueplads for slaget vid Mansura i i forbindelse med syvende korstog. I slaget sejrede den muslimske hær over den af den senere franske konge Ludvig den Hellige ledede kristne hær. Byen fik da sit navn, som betyder "den sejerrige". Louis IX af Frankrig blev taget til fange sammen med sin bror i det samme hus, som i dag er museum.

## External links
- Wikimedia Commons har flere filer relateret til Al-Mansura
- Officiel hjemmeside